# HEADLOCK
株式会社HEADLOCK是一家日本游戏开发商，业务涵盖家用机、移动电话、个人计算机、街机平台上的游戏的企划、开发，网络游戏的企划、开发、运营。

## 作品一览

### 网络游戏
- 深遂幻想（已停运）
- 水瓶战记Online（已停运）
- 树世界
- （已停运）
- ai sp@ce（已停运）
- Arcadia Saga
- （已停运）
- 巫术Online

### 单机游戏

#### PC平台
- GALAXY ANGEL EX
- 公主协奏曲

#### PS2平台
- 公主协奏曲
- 名侦探福音战士
- 新世纪福音战士 战斗弦乐

#### PSP平台
- 新世纪福音战士 战斗弦乐 携带版

#### DS平台
- 森林守护灵
- 森林守护灵：苍海与浮岛
- 光辉物语